# 1985 en science
| Années de la science : 1982 - 1983 - 1984 - 1985 - 1986 - 1987 - 1988    |
| Décennies de la science : 1950 - 1960 - 1970 - 1980 - 1990 - 2000 - 2010 |

Cet article présente les faits marquants de l'année 1985 en science.

## Évènements
- 17 mars - 16 septembre : Exposition internationale de Tsukuba sur la Science et la Technologie au service de l’homme[1].

- 26-28 mars : lancement du CD-ROM par Denon et Sony lors de la première exposition informatique COMDEX tenue au Japon[2].

- 14-17 avril : première conférence internationale sur le  SIDA à Atlanta[3].

- 2 juillet : lancement de la sonde Giotto par une fusée Ariane 1 depuis Kourou[4].
- 4 juillet : publication de la découverte des empreintes génétiques par Alec Jeffreys[5].
- Août : les biologistes américains Ronald Vale, Thomas Reese et Michael Sheetz annoncent leur découverte d'une protéine impliquée dans l'organisation cellulaire, la kinésine[6].

- 1er-10 septembre : les chimistes Harold Kroto, Robert Curl et Richard Smalley découvrent les fullerènes, une large classe de molécules carbonés ressemblant aux dômes géodésiques de l'architecte Richard Buckminster Fuller[7].

- 11 octobre : le prix Nobel de la paix est attribué à l'Association internationale des médecins pour la prévention de la guerre nucléaire[8].
- 15 octobre : Gérard Mourou et Donna Strickland publient leur technique d'amplification par dérive de fréquence permettant d'obtenir des lasers très puissants[9].

- 20 décembre : publication de la technique de PCR[10], Cetus Corporation, Californie.

- Le biologiste américain Walter G. Rosen invente le terme « biodiversité » lors de la préparation du National Forum on Biological Diversity tenu à Washington en 1986[11].

## Publications
- Mars : édition du premier numéro de la revue franco-québécoise Médecine/sciences.
- Konrad Lorenz et Karl Popper : Die Zukunft ist offen , 1985,  (ISBN 978-3-492-00640-8)

## Prix
- Prix Nobel

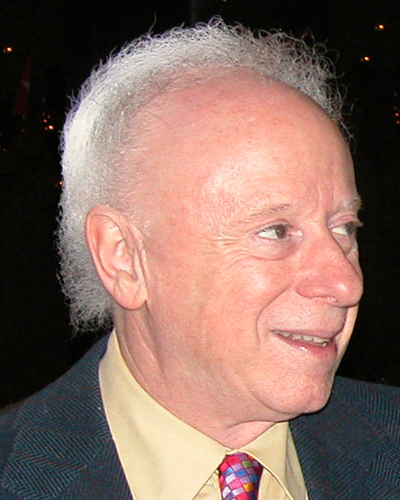
Joseph Goldstein

  - Prix Nobel de physiologie ou médecine : Michael Brown, Joseph Goldstein (Américains)
  - Prix Nobel de chimie : Herbert A. Hauptman, Jerome Karle (américains)
  - Prix Nobel de physique : Klaus von Klitzing

- Prix Lasker
  - Prix Albert-Lasker pour la recherche médicale fondamentale : Michael Brown, Joseph Goldstein
  - Prix Albert-Lasker pour la recherche médicale clinique : Bernard Fisher (en)

- Médailles de la Royal Society
  - Médaille Copley : Aaron Klug
  - Médaille Davy : Jack Lewis
  - Médaille Hughes : Tony Skyrme
  - Médaille royale : John Hadji Argyris, John Bertrand Gurdon (en), Roger Penrose
  - Médaille Sylvester : John Griggs Thompson

- Médailles de la Geological Society of London
  - Médaille Lyell : John Douglas Hudson
  - Médaille Murchison : Brian Windley
  - Médaille Wollaston : Gerald Joseph Wasserburg

- Prix Jules-Janssen (astronomie) : Paul Muller
- Prix Turing en informatique : Richard Karp
- Médaille Bruce (Astronomie) : Thomas George Cowling
- Médaille Linnéenne : Arthur Cain (en) et Jeffrey B. Harborne

## Naissances
- 12 juin : Blake Ross, développeur américain.

- Wes McKinney, statisticien américain et développeur Python.

## Décès

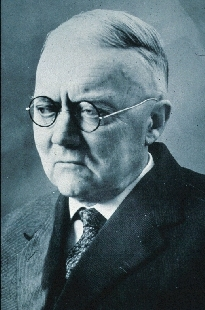
Ernst Öpik

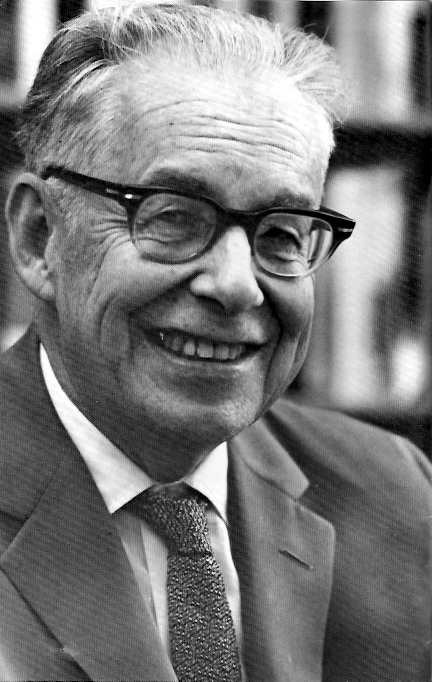
Charles Francis Richter

- 23 janvier ! Louis Neltner (né en 1903), géologue français.

- 3 mars : Iossif Chklovski (né en 1916), radioastronome russe.
- 8 mars : Reuben Goodstein (né en 1912), mathématicien et logicien britannique.
- 10 mars : Cornelis B. Van Niel (né en 1879), microbiologiste néerlando-américain.
- 24 mars : Georges Rivière (né en 1897), anthropologue français.
- 29 mars : George Murdock (né en 1897), anthropologue américain.

- 11 avril: Michel Langevin (né en 1926), physicien nucléaire français.
- 22 avril : Paul Hugh Emmett (né en 1900), ingénieur chimiste américain.

- 28 mai :Georges Devereux (né en 1908), psychanalyste et anthropologue franco-américain.

- 4 août : Max Krook (né en 1913), mathématicien et physicien américain.
- 30 août : Tatiana Proskouriakoff (née en 1909), épigraphiste, archéologue et ethnologue américaine.
- 31 août : Sir Frank Macfarlane Burnet (né en 1899), virologue australien, prix Nobel de physiologie ou médecine en 1960.

- 7 septembre : Rodney Robert Porter (né en 1917), biochimiste anglais, prix Nobel de physiologie ou médecine en 1972.
- 9 septembre : Paul J. Flory (né en 1910), chimiste américain, prix Nobel de chimie en 1974.
- 10 septembre : Ernst Öpik (né en 1893), astronome estonien.
- 30 septembre : 
  - Charles Francis Richter (né en 1900), sismologue américain.
  - Bernard Vauquois (né en 1929), mathématicien et informaticien français.

- 8 octobre : William Gordon Welchman (né en 1906), mathématicien et cryptographe britannique.
- 22 octobre : 
  - Thomas Townsend Brown (né en 1905), physicien américain.
  - Gaston Dupouy (né en 1900), physicien français.
- 29 octobre : Evgueni Lifchits (né en 1915), physicien et mathématicien russe.

- 5 novembre : Jean Théodore Delacour (né en 1890), ornithologue américain d'origine française.
- 27 décembre : Karl Beurlen (né en 1901), géologue et paléontologue allemand.
- 31 décembre : Léon Lortie (né en 1902), historien et chimiste québécois.